# Dolatettix belingae
Dolatettix belingae är en insektsart som först beskrevs av Günther, K. 1929.  Dolatettix belingae ingår i släktet Dolatettix och familjen torngräshoppor. Inga underarter finns listade i Catalogue of Life.